# Кроссовушка
«Кроссовушка» (англ. Sneakerella) — американский музыкальный комедийный фильм. Снят в 2022 году режиссёром Элизабет Аллен Розенбаум по сценарию Дэвида Лайта, Джозефа Расо, Тамары Честны, Минди Стерн и Джорджа Гора II, как переосмысление сказки «Золушка». В главных ролях Чоузен Джейкобс, Лекси Андервуд, Брайан Террелл Кларк, Колтон Стьюарт, Хейворд Лич, Робин Аломар, Ивонн Сенат Джонс, Хуан Чайоран, Джон Сэлли.
Фильм снят каналом Disney и студией Jane Startz Productions и был выпущен на Disney+ 13 мая 2022 года. Фильм получил в целом положительные отзывы от критиков и был номинирован на 11 детских и семейных премий «Эмми» выиграв на церемонии открытия четыре награды, включая «Выдающийся художественный спецвыпуск» и «Выдающаяся музыкальная режиссура и композиция для программы живого действия».

## Сюжет
Талантливый юный дизайнер кроссовок из Квинса страдает от нелёгкой жизни с отчимом и сводными братьями. Всё меняет встреча главного героя с Кирой, дочерью звезды баскетбола и короля кроссовок Дариуса Кинга. Влюблённый парень решает осуществить свою мечту и заявить о себе в мире обувной моды.

## В ролях[2]
| Актёр                | Роль           |
| -------------------- | -------------- |
| Чоузен Джейкобс      | Эл             |
| Лекси Андервуд       | Кира Кинг      |
| Джон Сэлли           | Дариус Кинг    |
| Ивонн Сенат Джонс    | Дениз Кинг     |
| Девин Некода         | Сами           |
| Хуан Чайоран         | Густаво        |
| Робин Аломар         | Лив            |
| Брайан Террелл Кларк | Трей           |
| Колтон Стюарт        | Зелли          |
| Хейворд Лич          | Стейси         |
| Мекдес Тешом         | Рози           |
| Элиа Пресс           | Sneakerhead    |
| Эндрю Уорд           | Sneaker Buster |
| Уильям Крокетт       | Sneak-Disser   |

## Производство

### Разработка

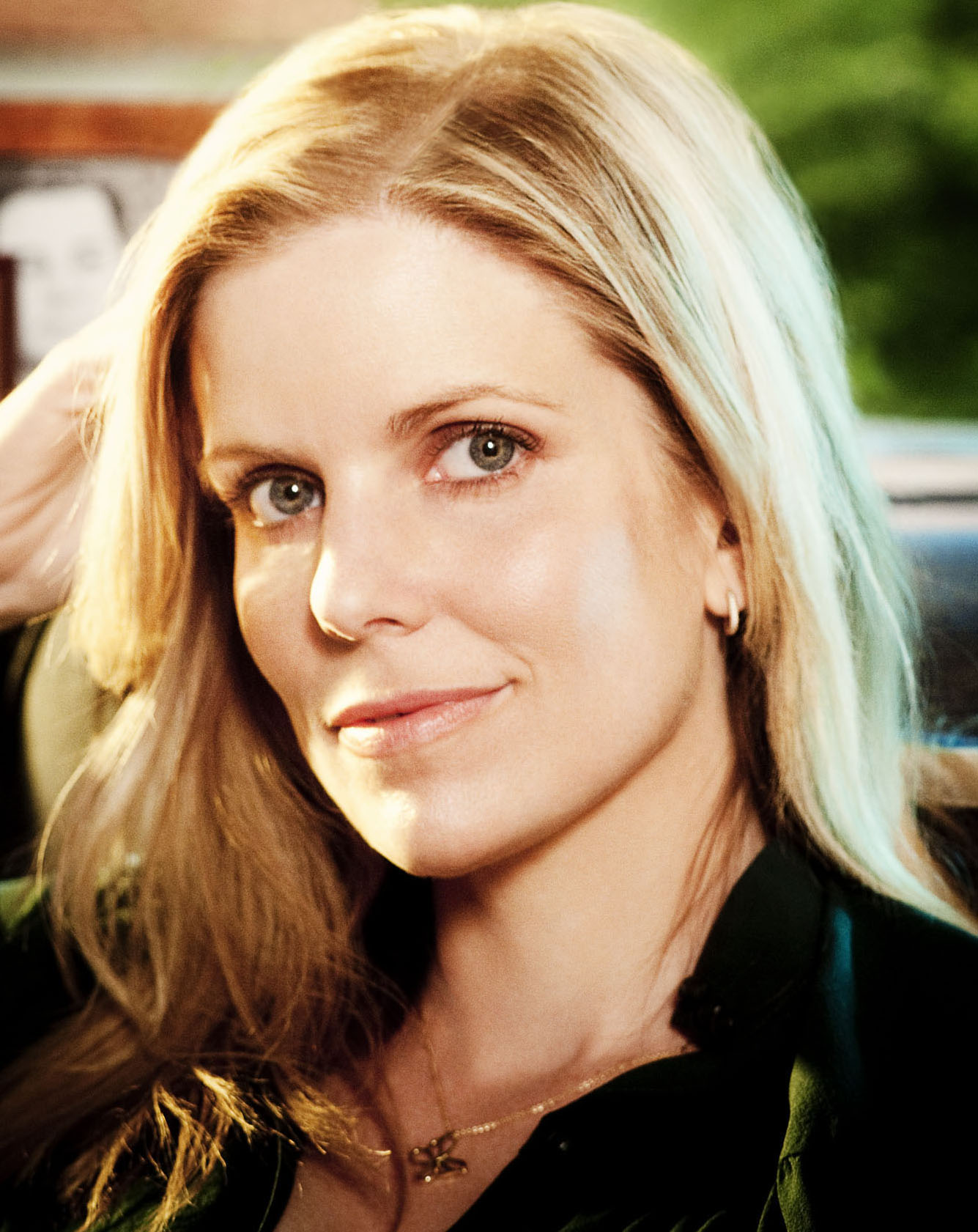
Режиссёр Элизабет Аллен Розенбаум

В октябре 2020 года сообщалось, что Disney начала производство «Кроссовушки» для Disney+, современного переосмысления сказки «Золушка», сосредоточенного на культуре кроссовок. Дэвид Лайт, Джозеф Расо, Тамара Честна, Минди Стерн и Джордж Гор II написали сценарий, а Элизабет Аллен Розенбаум была объявлена режиссёром. Также, уточнили, что Чоузен Джейкобс, Лекси Андервуд, Джон Сэлли, Ивонн Сенат Джонс, Девин Некода, Хуан Чайоран, Робин Аломар, Брайан Террелл Кларк, Колтон Стюарт и Хейворд Лич были выбраны на роли. Сообщалось, что Аллен будет со-исполнительным продюсером фильма, а Джейн Старц и Рэйчел Ватанабэ-Бэттон выступят в качестве исполнительных продюсеров.

### Съёмки
Первоначально съёмки должны были начаться в мае 2020 года в Торонто и Гамильтоне, Онтарио, Канада, но были отложены из-за пандемии COVID-19. Производство фильма началось 19 октября 2020 года и закончилось 9 декабря того же года.

## Музыка
Саундтрек к фильму был выпущен 13 мая 2022 года, в тот же день, что и фильм. Наряду с оригинальными песнями он также содержит кавер-версию песни «A Dream Is a Wish Your Heart Makes» из мультфильма «Золушка» в исполнении Чоузена Джейкобса и Лекси Андервуд.

## Показ
Первоначально фильм планировалось выпустить в 2021 году. Показ сначала был перенесён на 18 февраля 2022 года, но затем был отложен до 13 мая того же года. Информация о задержке до 13 мая была подтверждена в апреле.
Телевизионная премьера фильма состоялась 13 августа 2022 года в США на канале «Disney Channel».

## Реакция

### Критика
На сайте «Rotten Tomatoes» фильм имеет рейтинг 92% со средней оценкой 7,7 из 10.
Кортни Ховард из Variety обнаружила, что фильму удаётся стать удовлетворительным освежающим взглядом на “Золушку”, похвалила повествование за его современный подход к сюжетным моментам оригинальной сказки, похвалила выступления актёров и химию между персонажами, высоко оценив при этом саундтрек и костюмы, критикуя при этом некоторые клише, которые были показаны в фильме. Радхика Менон из Decider обнаружила, что фильм обеспечивает солидный современный взгляд на “Золушку” через его гендерную историю и разнообразие его актёров, похвалила юмор и химию между персонажами, отдельно отметила песни фильма, сравнив с мюзиклами «Гамильтон» и «На высотах.
Дженнифер Грин из Common Sense Media дала фильму 4 звезды из 5, заявив, что сюжет пропагандирует различные позитивные сообщения, такие как верность себе и преодоление трудностей женщинами - предпринимателями, обнаружила, что фильму удаётся изобразить несколько положительных образцов для подражания, в то же время хваля разнообразие персонажей по их национальному происхождению и гендеру. Эми Аматангело из Paste дала фильму оценку 7,6 из 10 и нашла Джейкобса и Андервуд харизматичными и восхитительными, высоко оценила песни и хореографию, но сочла некоторые сюжетные моменты бессмысленными, утверждая при этом, что персонаж Некоды был не развитым. Абхишек Шривастава из The Times of India дал фильму 3,5 звезды из 5 и заявил, что фильм напоминает отличительные черты болливудских блокбастеров с его сюжетом, цветами и различными песнями, заявил, что фильму удаётся обеспечить эффективный свежий взгляд на “Золушку”, восхваляя выступления актёров.

### Награды и номинации
| Год  | Премия                            | Категория                                                                      | Получатель                                                                          | Результат | Ref.   |
| ---- | --------------------------------- | ------------------------------------------------------------------------------ | ----------------------------------------------------------------------------------- | --------- | ------ |
| 2022 | Children's and Family Emmy Awards | Выдающийся художественный спецвыпуск                                           | Кроссовушка                                                                         | Победа    | [ 17 ] |
| 2022 | Children's and Family Emmy Awards | Выдающееся художественное направление/украшение набора/сценический дизайн      | Элиза Сове                                                                          | Номинация | [ 17 ] |
| 2022 | Children's and Family Emmy Awards | Выдающаяся операторская работа для однокамерной программы в прямом эфире       | Мэтью Сакатани Роу                                                                  | Номинация | [ 17 ] |
| 2022 | Children's and Family Emmy Awards | Выдающаяся хореография                                                         | Эмилио Досал                                                                        | Победа    | [ 17 ] |
| 2022 | Children's and Family Emmy Awards | Выдающийся дизайн костюмов/стилт                                               | Рэйчел Граббс                                                                       | Номинация | [ 17 ] |
| 2022 | Children's and Family Emmy Awards | Выдающийся грим и причёска                                                     | Брайан Хуэй, Джен Фишер                                                             | Номинация | [ 17 ] |
| 2022 | Children's and Family Emmy Awards | Выдающаяся режиссура для программы с одной камерой                             | Элизабет Аллен Розенбаум                                                            | Номинация | [ 17 ] |
| 2022 | Children's and Family Emmy Awards | Выдающийся мнотаж для программы с одной камерой                                | Ишай Сеттон                                                                         | Победа    | [ 17 ] |
| 2022 | Children's and Family Emmy Awards | Выдающаяся музыкальная режиссура и композиция для программы живого действия    | Элвин Росс                                                                          | Победа    | [ 17 ] |
| 2022 | Children's and Family Emmy Awards | Выдающаяся песня                                                               | «In Your Shoes» – Уильям Белендорф, Джейсон Матер, Брэндон Роджерс                  | Номинация | [ 17 ] |
| 2022 | Children's and Family Emmy Awards | Выдающаяся песня                                                               | «Kicks» — Антонина Армато, Тим Джеймс Прайс, Адам Шмальхольц, Томас Армато Стерджес | Номинация | [ 17 ] |
| 2022 | Directors Guild of Canada Awards  | Выдающиеся достижения художника-постановщика — Телевизионный фильм/мини-сериал | Элиза Сове                                                                          | Победа    | [ 18 ] |